# Lea Riedel
Lea Riedel (19 de mayo de 1999) es una deportista de Alemania que compite en atletismo. Ganó una medalla de plata en el Campeonato Europeo de Atletismo Sub-23 de 2021, en la prueba de lanzamiento de peso.